# Roman Giertych
Roman Jacek Giertych (nacido el 27 de febrero de 1971 en Śrem) - político y abogado polaco, procurador. En los años 2001-2007, fue miembro de la cámara baja del parlamento polaco (Sejm) durante su cuarto y quinto mandato, en 2006-2007- el vicepresidente del Consejo de Ministros y ministro de educación nacional en los gobiernos de Kazimierz Marcinkiewicz y Jarosław Kaczyński, expresidente de la Juventud de Toda Polonia y la Liga de Familias Polacas.

## Currículo vitae

### Educación y actividad hasta 2006
Desde su nacimiento, vivió en Kórnik, donde terminó la escuela primaria y secundaria de perfil general. Llegó a ser graduado de la Facultad de Historia (1989-1994) y la Facultad de Derecho (1990-1995) de la Universidad Adam Mickiewicz en Poznań. En 1996 comenzó la pasantía de abogado en Varsovia, terminada en 2000.
Ha publicado libros como Contrarrevolución de los jóvenes, Vuelo de un águila y Podemos ganar la Polonia. Una selección de columnas de Radio Maryja 1997–1999. Fue autor de artículos publicados, entre otros en "Bastión", "Orden", "¡TIEMPO más alto!", "Caballero de la Inmaculada", "Todo polaco". Antes de ser elegido miembro de la Dieta en 2001, dirigió su propio bufete de abogados en Varsovia.
En 1989, creó la organización Juventud de toda Polonia que declaraba los valores nacionales, cuyo nombre se refería a la Unión Académica de la Juventud de toda Polonia, una organización juvenil en los tiempos precedentes a la Segunda Guerra Mundial. Durante los primeros años fue su presidente, en 1994 se convirtió en presidente honorario. Fue miembro del Partido Nacional Demócrata y del Partido Nacional, cuyos activistas crearon en el año 2001 la Liga de Familias Polacas.
En las elecciones parlamentarias de 1993, se postuló para el parlamento de la lista de la Unión de Política Real, y cuatro años más tarde cofundó el Bloque Nacional Cristiano Demócrata de Polonia.
En las elecciones parlamentarias de 2001, fue elegido de la lista de la Liga de Familias Polaca (LPR) para el diputado de parlamento del cuarto mandato, habiendo sido elegido en el distrito de Varsovia (recibió 13.261 votos). Desde el mes de julio de 2004 ejercía el cargo del vicepresidente de la comisión parlamentaria de instrucción que investigaba el llamado Escándalo de Orlen. Ganó un mandato parlamentario nuevamente en las elecciones de 2005, postulándose desde el distrito electoral de Varsovia y recibiendo 35.512 votos. En el Parlamento fue presidente del Comité de Servicios Especiales.
Fue presidente del congreso de la Liga de Familias Polacas (LPR), en marzo de 2006 fue elegido presidente del partido en lugar de Marek Kotlinowski.

### Ministro de Educación Nacional
Desde el 5 de mayo de 2006 al 13 de agosto de 2007, fue Primer Ministro Suplente y Ministro de Educación Nacional en los gobiernos de Kazimierz Marcinkiewicz y Jarosław Kaczyński.
Su nombramiento como ministro dio lugar a manifestaciones estudiantiles en mayo de 2006, que se llevaron a cabo, entre otros, en Gdańsk, Cracovia, Łódź, Rzeszów, Szczecin y Varsovia, y el 13 de junio, inspirado por la Iniciativa de Estudiantes, un grupo de alumnos de secundaria y bachillerato protestaron bloqueando la sede del ministerio. También se organizó una recogida de firmas debajo de la carta abierta sobre su revocación del cargo. Se recogieron alrededor de 137 mil firmas, y la carta fue remitida a la Cancillería del Primer Ministro. También hubo una iniciativa llamada "Giertych tiene que marcharse", postulando su revocación, la cual organizaba en los primeros meses de su actividad manifestaciones y marchas de protesta en toda Polonia, incluyendo bajo el lema "Principio de año - Fin de Giertych".
El 6 de junio de 2006 decidió revocar de su cargo al jefe del Centro General de Formación Docente (CODN), D. Mirosław Sielatycki. La decisión fue basada en que dicho Centro publicó un manual para los maestros, Compás – la educación sobre los derechos humanos en el trabajo con los jóvenes. El objetivo de esta publicación, creada en 2002 por iniciativa del Consejo de Europa y traducida a 19 idiomas, era promover los derechos humanos. Según Roman Giertych, se suponía que el manual "promovería la homosexualidad" en la escuela lo cual fue la base de la decisión de despedir a Mirosław Sielatycki. La decisión del ministro fue protestada, entre otros, por empleados de CODN, la Cámara del Libro de Polonia, Amnistía Internacional y el secretario general del Consejo de Europa Terry Davis.
Restableció la obligación de realizar el examen de matemáticas en el examen de bachillerato en los colegios secundarios. El 15 de julio de 2006 anunció una parcial "amnistía de bachillerato matrícula" para los egresados que no aprobaron sus exámenes de bachillerato en 2006. El 2 de octubre de 2006 esta decisión fue recurrida por el Portavoz de los Derechos Cívicos ante la Corte Constitucional que el 16 de enero de 2007 resolvió que la amnistía de bachillerato era contraria a las disposiciones de la Constitución polaca.
El 3 de noviembre de 2006, el ministro de Educación Nacional, D. Roman Giertych, en una rueda de prensa en el Colegio Secundario No. 2 en Gdańsk, presentó los detalles del programa gubernamental destinado a poner fin a la violencia y la agresión en las escuelas polacas. Debido a la introducción por parte de Roman Giertych del programa Tolerancia cero ante la violencia en la escuela, la delincuencia en las escuelas se redujo en un 27 % según las estadísticas policiales.
En otoño de 2006, anunció que en el marco del programa "Tolerancia cero ante la violencia en las escuelas” los directores de las escuelas decidirán sobre la obligación o no de los uniformes escolares para sus alumnos. En el reglamento del 9 de febrero de 2007 relativo a los estatutos marco de los jardines de infancia públicos y las escuelas públicas, solo se mencionaba de una "apariencia ordenada" y un „vestido adecuado", sin embargo, la comisión parlamentaria que elaboraba la ley sobre el sistema de la educación, propuso la obligación de llevar uniformes escolares. El Parlamento rechazó la enmienda de la comisión; solo fue aceptada por el Senado. Según la novelizada ley del sistema de la educación del 11 de abril de 2007 la el "traje uniforme" iba a ser obligatorio en los colegios primarios y secundarios de primer ciclo. En los colegios secundarios de segundo ciclo, sobre la introducción de los uniformes iba a decidir el director de la escuela.
El 1 de marzo de 2007, durante la reunión informal de ministros de educación de los Estados miembros de la Unión Europea, Roman Giertych propuso la creación de una Carta de Derechos de las Naciones Unidas europea que iba a contener, entre otros, la prohibición del aborto y de la  "propaganda homosexual" en toda Europa. Estas palabras provocaron acusaciones que el ministro fue homófobo. Al mismo tiempo, durante este discurso, Roman Giertych sugirió que su posición ¨representaba la opinión de todo el gobierno polaco, lo que el 2 de marzo fue negado por el portavoz del gobierno D. Jan Dziedziczak.

### Actividad política desde 2007
En 2006, introdujo una subvención única comúnmente conocida como el ayuda de bebé-almohada. El 13 de agosto de 2007, una vez descompuesta la coalición gubernamental, fue revocado del cargo ministerial. El 24 de octubre de 2007, después de perder las elecciones parlamentarias anticipadas (obtuvo 6394 votos en la circunscripción de Lublin y LPR no obtuvo ningún mandato parlamentario), renunció al cargo de presidente de LPR y anunció su salida de la política. Antes de las elecciones para el parlamento europeo de 2009, cooperó con el grupo Libertas Polska. Más tarde, renunció a su membresía en la LPR. Luego declaró varias veces votar en las elecciones a favor de la Plataforma Cívica. En febrero de 2013, junto con Kazimierz Marcinkiewicz y Michał Kamiński, fundó el think tank del Instituto del Pensamiento del Estado, llegando a ser su presidente. En las elecciones parlamentarias de 2015, sin éxito se propuso como candidato independiente (con el apoyo de, entre otros, algunos políticos del PO) al Senado en el distrito electoral núm. 41, perdiendo ante Konstanty Radziwiłł. En las elecciones presidenciales de 2020, apoyó a Szymon Hołownia y se presentó por la noche en su fiesta electoral.

### Actividad profesional posterior
Tras dejar el parlamento, Roman Giertych volvió a practicar como abogado.
Representó a Ryszard Krauze quien fue acusado de tratar con la pandilla en un juicio en el que la demanda fue atendida en la primera instancia, ordenando a la televisión Polaca y a doña Anita Gargas a pedir disculpas al empresario. También fue representante de Radoslaw Sikorski en el asunto por comentarios ofensivos en el sitio del foro de Internet del semanal "Wprost". Concluyó el primer acuerdo en el caso del desastre de Smolensk en virtud del cual la esposa del funcionario de la Oficina de Protección del Gobierno fallecido recibió la cantidad de 250.000 PLN en concepto de la compensación del Tesoro Público. Era representante de la familia de la actriz Anna Przybylska en una demanda exitosa contra el editor del portal de Internet Pudelek.pl por infracción de derechos personales.
Como abogado, también representó a la familia de Tusk. Era, entre otras cosas, abogado de Michał Tusk en el juicio ganado contra "Fakt", así como en un caso relativo al lanzamiento de una piedra a la ventana de su apartamento. También fue abogado de Katarzyna Tusk en el juicio, por lo que el Tribunal de Apelación de Varsovia le ordenó que la pidiera disculpas en el sitio web "Fakt". Representó a Donald Tusk en los casos ante los fiscales, la comisión investigadora de Amber Gold y la comisión investigadora del IVA, así como en la vulneración de derechos personales por parte de Patryk Jaki.
También representó a Gerald Birgfellner en el caso de la empresa Srebrna y su disputa con Jarosław Kaczyński, y a Leszek Czarnecki en el caso del denominado Escándalo KNF [La Comisión de la Supervisión de Finanzas].

### Procedimientos judiciales
En marzo de 2005, en una entrevista para el diario Rzeczpospolita, calificó a Adam Michnik de "un antiguo miembro del aparato comunista", por lo que fue procesado por vulneración de los derechos personales. En septiembre de 2007, el Tribunal de Apelación de Varsovia ordenó válidamente a Roman Giertych a que pidiese perdón a Adam Michnik y abonase 10.000 PLN a favor de la escuela y el centro educativo para niños ciegos de Laski.
En 2009, el propio Roman Giertych ganó una demanda entablada contra el editor del diario „Fakt” por la protección de los derechos personales. En 2017, finalmente ganó ante la Corte Suprema el caso relacionado con la responsabilidad de los editores por el contenido de los comentario debajo de los artículos de los portales de Internet.
El fiscal general adjunto, Bogdan Święczkowski presentó una moción contra Roman Giertych ante el tribunal disciplinario del colegio de abogados para castigarlo por las críticas que expresó a finales de 2016 contra Zbigniew Ziobro y la fiscalía. Este caso fue sobreseído en 2017 por el Tribunal Disciplinario del Colegio de Abogados de Varsovia, sin embargo, el fiscal general apeló la decisión del colegio de abogados con un recurso de casación ante la Sala Disciplinaria de la Corte Suprema, en funcionamiento desde marzo de 2019. La solicitud examinada en mayo de 2019 fue el primer caso de este tipo resuelto por la sala. Roman Giertych, al comentar estos procedimientos, los calificó como un intento de “intimidar a los abogados por parte de los órganos superiores de la fiscalía”. También señaló que, en su opinión, esto estaba relacionado con sus actividades como plenipotenciario de Donald Tusk y Gerald Birgfellner. La Sala Disciplinaria compuesta por tres personas que examinaba el caso lo remitió a ser conocido por la sala compuesta de siete personas. En febrero de 2020, este recurso fue finalmente desestimado.
El 15 de octubre de 2020, fue detenido junto con Ryszard Krauze por la Oficina Central de Anticorrupción. Durante el registro nocturno en su casa, perdió el conocimiento y fue hospitalizado. Anteriormente, también se registró su bufete de abogados. El 16 de octubre de 2020, según algunos informes, fue acusado de transferir la cantidad de casi 92 millones PLN de una empresa promotora que cotiza en bolsa, mientras que, según otros, el cargo no se presentó de manera efectiva, porque Giertych estaba durmiendo en el hospital en ese momento y no hubo contacto con él. Un día después, el Tribunal de Distrito de Poznań emitió una decisión en la que declaraba que la fiscalía no había presentado ningún indicio de que el sospechoso hubiera cometido un delito. A raíz de esta decisión, el 17 de noviembre de 2020, el mismo tribunal dictó sentencia de cancelación de la exigibilidad de todas las medidas cautelares aplicadas por la Fiscalía. El 3 de diciembre de 2020, el tribunal declaró que Giertych no era sospechoso en el caso, porque los cargos no fueron presentados de forma eficaz, ya que según consta en el informe del fiscal, Giertych estaba dormido cuando le fueron presentados. Según el tribunal, la fiscalía en este caso violó gravemente la ley y actuó de manera poco ética, y su detención fue ilegal. También manifestó que no existían pruebas de que Giertych hubiera cometido el presunto delito. El 18 de diciembre de 2020, el tribunal declaró ilegal el registro en la casa de Giertych, por no estar presente el mismo durante la acción, no fue citado para entregar voluntariamente documentos y objetos, y por el hecho de que el fiscal presente durante el registro ignoró el hecho de que los materiales en la casa de Giertych estuvieran cubiertos por el secreto profesional del abogado. En opinión del juez, también era inaceptable exigir a la jefa del bufete que remitiera contraseñas informáticas y códigos de acceso al correo electrónico.
La Comisión Europea, en su informe sobre el estado de derecho en la Unión Europea en el año 2021 del 20 de julio de 2021, indicó que, según el Consejo Supremo de Abogados, el objetivo de la actuación de la Fiscalía son los abogados defensores que actúan en casos políticamente sensibles. La Comisión señaló como ejemplo el caso de Roman Giertych de 15 de octubre de 2020.
A finales de diciembre de 2021, Associated Press reveló que el teléfono que Roman Giertych utilizó en 2019 estaba 18 infectado por Pegasus.  El hackeo del teléfono del abogado de Roman Giertych tuvo lugar justo antes de las elecciones parlamentarias de 2019.  Los hackeos telefónicos también se produjeron fuera de Polonia, al menos dos veces en Italia: en Roma y Venecia. Un experto del Citizen Lab de la Universidad de Toronto indicó en las entrevistas que nunca había visto un teléfono atacado con tanta intensidad. La Coalición Cívica ha anunciado que quiere crear una comisión de investigación sobre el uso de Pegasus en Polonia.
El 10 de febrero de 2022, el Partido Popular Europeo organizó una audiencia pública sobre las amenazas que supone el programa espía Pegasus para la democracia y el Estado de Derecho. Roman Giertych habló en la audiencia pública en el Parlamento Europeo sobre, entre otras cosas, el abuso de Pegasus en Polonia.
El 29 de marzo de 2022, el Tribunal no consintió la detención temporal. Además, la portavoz del Tribunal de Distrito de Lublin-Zachód informó de que el Tribunal no concedió la moción debido a la falta general de motivos para aplicar medidas preventivas en forma de una alta probabilidad de que el Sr. Roman Giertych no cometiera los actos de los que se le acusaba.
En marzo, apareció un nuevo informe de la Fundación Helsinki para los Derechos Humanos - Estado de la Fiscalía. En este informe se incluyó el caso de la detención de Roman Giertych. La Fundación lo señaló como un ejemplo emblemático de la actuación de la fiscalía contra los opositores políticos.
29 de abril de 2022 El Tribunal Regional de Lublin confirmó la decisión del tribunal inferior y no aceptó la detención temporal de Roman Giertych.
La Asamblea Parlamentaria del Consejo de Europa, en una declaración del 27 de junio de 2022, pidió a la Unión Europea que no comprometiera el Estado de Derecho en Polonia. La declaración indicaba que los derechos y valores de la UE deben garantizarse en Polonia, entre otras cosas, poniendo fin a la represión de la fiscalía contra los opositores políticos al gobierno, como el abogado Roman Giertych.
El 13 de julio de 2022, la Comisión Europea publicó un informe sobre el estado de derecho en Polonia. El informe identificó el caso de Roman Giertych, que estaba siendo vigilado por el software Pegasus. La Comisión constató el uso de sus llamadas telefónicas, que estaban amparadas por el privilegio abogado-cliente.

## Vida privada
Procede de una familia de políticos nacionales, es hijo de Maciej Giertych, nieto de Jędrzej Giertych y bisnieto de Włodzimierz Łuczkiewicz, así como sobrino de Wojciech Giertych OP. Es esposo de doña Barbara y padre de cuatro hijos.
En 2006, recibió la Medalla de Plata "Por Contribución a la Defensa del País".

## Publicaciones
- Contra Revolución de los jóvenes, Ad Astra, Varsovia 1994,ISBN 83-901684-1-3.
- Detrás del telón azul: inteligencia polaca tras la pista de los masones, Fulmen-Polonia, Varsovia 1996,ISBN 83-86445-08-4(Roman Giertych niega la autoría que le atribuyó Michal Karnowski; el libro fue publicado bajo el seudónimo de "Roman Bertowski" )
- Vuelo del águila, Editorial  "Nuestro futuro", Szczecinek 2000, ISBN 83-88531-04-2.
- Podemos ganar Polonia. Selección de columnas de Radio Maryja 1997-1999, Ostoja, Krzeszowice 2001,ISBN 83-88020-52-8.
- Entre la ley y la política, Editorial Debuts, Poznan 2013, ISBN 978-83-928036-8-3.
- Crónica de un cambio bueno, Eco Redonum, Varsovia 2017, ISBN 978-83-949561-0-3.
- En defensa de la Constitución, Eco Redonum, Varsovia 2018, ISBN 978-83-949561-1-0.
- Crónica de un cambio malo, Eco Redonum, Varsovia 2019, ISBN 978-83-949561-2-7.
- Carrera del fiscal Żółć, Eco Redonum, Varsovia 2020, ISBN 978-83-949561-4-1.